# Gavrilă Mihali Ștrifundă
Gavrilă Mihali Ștrifundă (n. 25 aprilie 1901, Borșa, Austro-Ungaria – d. 28 februarie 1961, Botoșani, România) a fost primar al localității Borșa și opozant al regimului comunist. A avut un rol determinant în păstrarea Maramureșului în hotarele României, în anul 1945, când o organizație numită „Congresul Poporului din Maramureș”, condusă de Ion Odoviciuc și sprijinită de sovietici, a încercat alipirea Maramureșului sudic la Ucraina Subcarpatică.
Opozant al colectivizării, a fost condamnat de 2 ori de autoritățile comuniste: prima dată a fost condamnat la 1 an și 6 luni (condamnare executată la Canal), a doua oară a fost condamnat la 8 ani. A decedat în penitenciarul Botoșani în 1961, fiind reînhumat în Borșa în anul 1969.

## Legături externe
- Pagină pe site-ul Memorialului Sighet
- Gavrilă Mihali Ștrifundă, un primar temerar. S-a opus alipirii Maramureșului de Ucraina - voceatransilvaniei.ro Arhivat în 11 martie 2015, la Wayback Machine., Autor: Tinuța Grec, accesat pe 10 martie 2015
- Povestea primarului care s-a opus ucrainizării Maramureșului. A fost vânat de comuniști și dus la muncă silnică - adevarul.ro Arhivat în 10 martie 2015, la Wayback Machine. Autor: Dragoș Hojda, accesat pe 10 martie 2015
- Comunismul împotriva românilor. Gavrilă Mihali - primarul-martir care a refuzat alipirea comunei sale la URSS